# عشق جنون‌آمیز
عشق جنون‌آمیز (انگلیسی: Mad love؛ فرانسوی: L'Amour braque‎) فیلمی ملودرام به کارگردانی آنژی ژووافسکی است که در سال ۱۹۸۵ منتشر شد. از بازیگران آن می‌توان به سوفی مارسو، چکی کاریو، فرانسیس هوستر و مری-کریستین آدام اشاره کرد.
این فیلم، بر پایهٔ رمان ابله اثر فیودور داستایفسکی ساخته شده‌است.